# Аратинга червоноголовий
Арати́нга червоноголовий (Psittacara erythrogenys) — вид папугоподібних птахів родини папугових (Psittacidae). Мешкає в Еквадорі і Перу.

## Опис

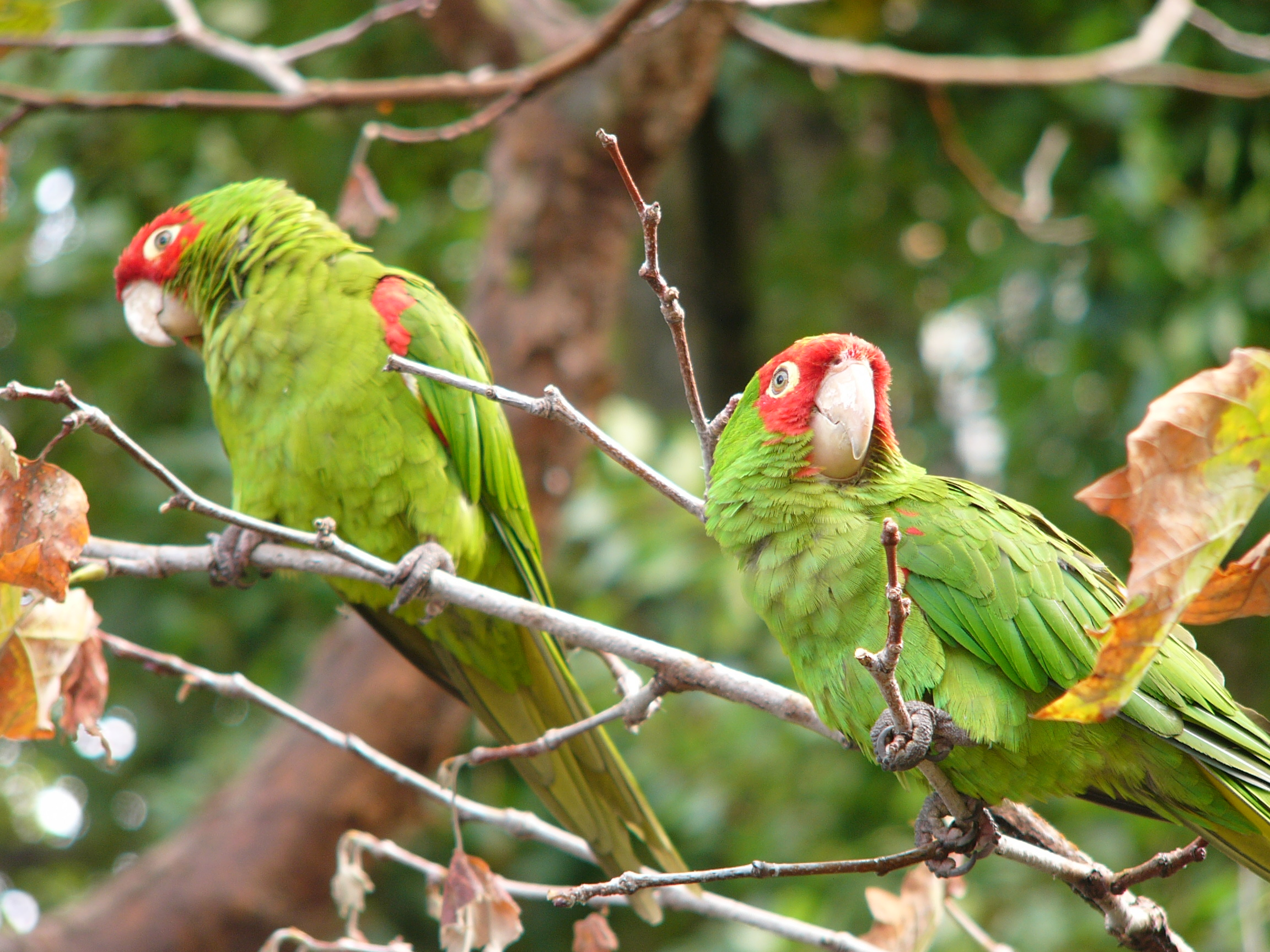
Червоноголові аратинги

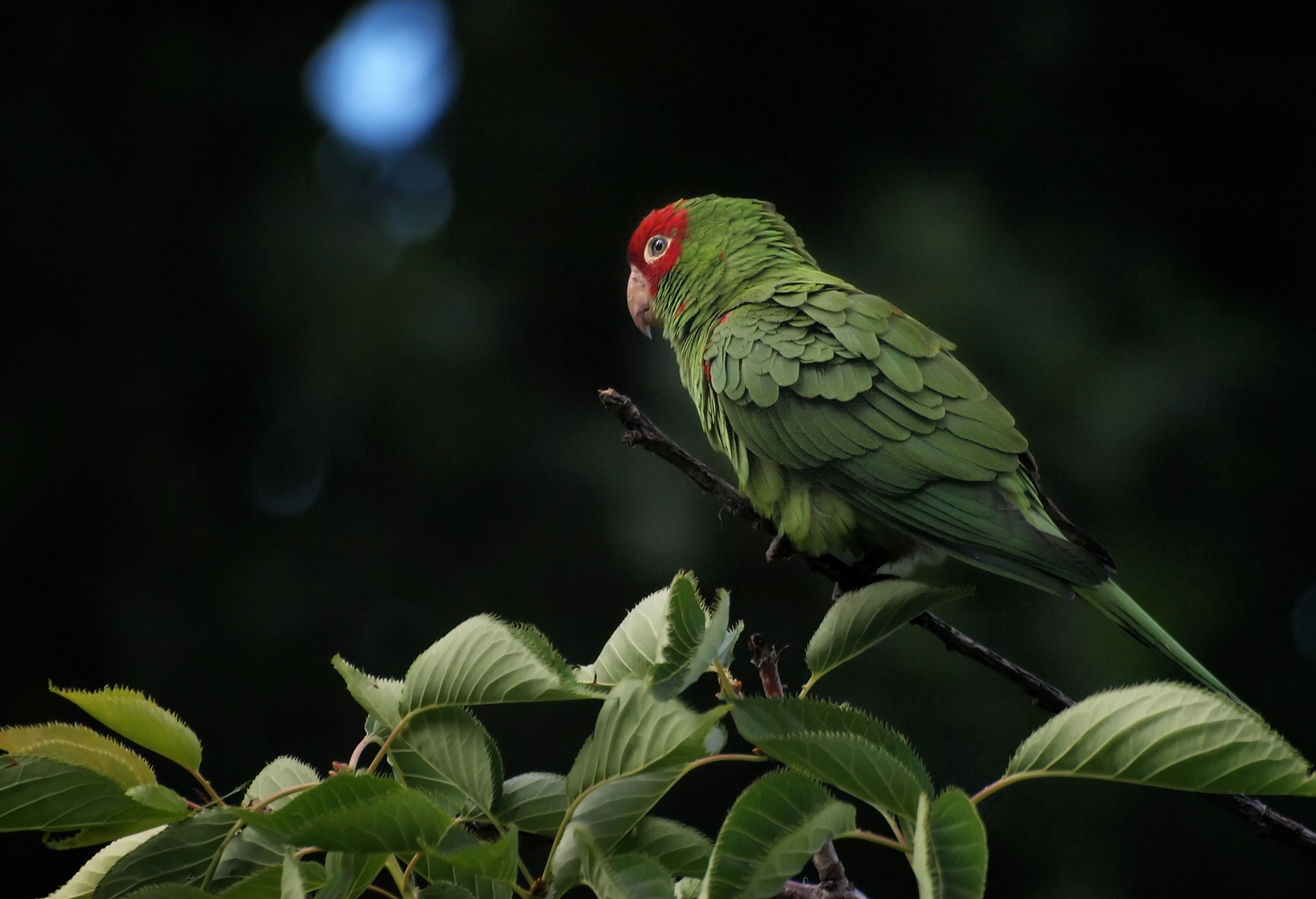
Червоноголовий аратинга

Довжина птаха становить 33 см, врахвовуючи довгий хвіст. Забарвлення переважно зелене, голова переважно червона, потилиця зелена. Живіт жовтувато-зелений, нижня сторона крил і хвоста оливково-жовта. Другорядні і третьорядні нижні покривні пера крил червоні, на шиї, стегнах і плечах червоні плями. Навколо очей плями голої білої шкіри. Молоді птахи мають переважно зелене забарвлення, червоні плями в оперенні у них з'являються у віці 4 місяців.

## Поширення і екологія
Червоноголові аратинги мешкають на заході Еквадору (на південь від Манабі) та на північному заході Перу (від П'юри до Ламбаєке і Кахамарки). Також вони були інтродуковані на півдні Флориди, в Каліфорнії, на Пуерто-Рико, в Колумбії, південному Перу, Чилі і Іспанії. Червоноголові аратинги живуть в сухих і вологих тропічних лісах, рідколіссях, в сухих акацієвих, чагарникових і кактусових заростях, в напівпустелях, парках і садах. Віддають перевагу посушливим районам. Зустрічаються зграйками по 6-10 птахів, на висоті до 2500 м над рівнем моря, переважно на висоті до 1500 м над рівнем моря. Гніздяться в дуплах дерев. В кладці 3-4 яйця, інкубаційний період триває 23-24 дні.

## Збереження
МСОП класифікує стан збереження цього виду як близький до загрозливого. Червоноголовим аратингам загрожує вилов з метою продажу на пташиних ринках.